# Raïon de Tcherykaw
Le raïon de Tcherykaw (en biélorusse : Чэрыкаўскі раён, Tcherykawski raïon) ou raïon de Tcherikov (en russe : Чериковский район, Tcherikovski raïon) est une subdivision de la voblast de Moguilev, en Biélorussie. Son centre administratif est la ville de Tcherykaw.

## Géographie
Le raïon couvre une superficie de 1 020,20 km2, dans le sud-est de la voblast. Le raïon de Tcherykaw est limité au nord par le raïon de Mstsislaw et le raïon de Krytchaw, à l'est par le raïon de Klimavitchy, au sud par le raïon de Krasnapolle et à l'ouest par le raïon de Slawharad et le raïon de Tchavoussy.

## Histoire
Le raïon de Tcherykaw a été créé le 17 juillet 1924. La ville se trouve à moins de 20 km de zones interdites radioactives, en zone dite de contrôle.

## Population

### Démographie
Les résultats des recensements de la population (*) font apparaître une baisse continue de la population depuis 1959. Ce déclin se poursuit dans les premières années du XXIe siècle :
| 1959*  | 1970*  | 1979*  | 1989*  | 1999*  | 2009*  |
| ------ | ------ | ------ | ------ | ------ | ------ |
| 30 206 | 27 207 | 23 938 | 22 432 | 17 660 | 14 875 |

### Nationalités
Selon les résultats du recensement de 2009, la population du raïon se composait de deux nationalités principales :
- 94,21 % de Biélorusses ;
- 4,51 % de Russes.

### Langues
En 2009, la langue maternelle était le biélorusse pour 84 % des habitants du raïon de Tcherykaw et le russe pour 14,9 %. Le biélorusse était parlé à la maison par 38,3 % de la population et le russe par 56,4 %.